# Oberniedergeburth
Oberniedergeburth war der Name einer bis 1835 bestehenden Bürgermeisterei sowie einer anschließend bis 1858 bestehenden Gemeinde im Kreis Gladbach in der preußischen Rheinprovinz. Das Gebiet von Oberniedergeburth gehört heute zur Stadt Mönchengladbach in Nordrhein-Westfalen.

## Name
Der Name Oberniedergeburth bezeichnete kein Dorf, sondern ursprünglich einen historischen Steuerbezirk, ähnlich wie Unterniedergeburth und Obergeburth. Der Wortbestandteil -geburth leitet sich vom Begriff bühren (= erheben, einfordern) ab, der in dem Wort „Gebühr“ enthalten ist.

## Geschichte
Das Gebiet von Oberniedergeburth gehörte bis zur Franzosenzeit zum Herzogtum Jülich. Von 1798 bis 1814 standen alle linksrheinischen Gebiete unter französischer Herrschaft. Während dieser Zeit wurde nach französischem Vorbild die Mairie Oberniedergeburth eingerichtet, die zum Kanton Neersen im Arrondissement Krefeld des Rur-Departements gehörte. Nachdem 1814 der gesamte Niederrhein auf dem Wiener Kongress dem Königreich Preußen zugeschlagen worden war, kam Oberniedergeburth 1816 zum neuen Kreis Gladbach im Regierungsbezirk Düsseldorf. Aus der Mairie der Franzosenzeit wurde die preußische Bürgermeisterei Oberniedergeburth.
Im Zuge einer Gebietsreform im Kreis Gladbach wurde die Bürgermeisterei Oberniedergeburth am 1. Januar 1836 aufgehoben und zu einer Gemeinde in der Bürgermeisterei München-Gladbach herabgestuft.
Oberniedergeburth wurde 1858 in die Stadt München-Gladbach eingegliedert und erlosch damit auch als Gemeinde.

## Umfang
Zu Oberniedergeburth gehörten die Orte bzw. Bauerschaften Bungt, Buscher, Eicken, Fliesch, Harterbroich, Pesch, Lüpelsend, Lürrip und Uedding. Uedding gehörte ab 1836 zur Bürgermeisterei Neuwerk.

## Einwohnerentwicklung
| Jahr | Einwohner | Quelle |
| ---- | --------- | ------ |
| 1816 | 2503      | [ 7 ]  |
| 1828 | 3242      | [ 8 ]  |
| 1834 | 2843      | [ 5 ]  |